# Trefl Wiedeński
Trefl Wiedeński – brydżowy system licytacyjny, prekursor wielu innych współczesnych systemów licytacyjnych wieloznacznego trefla takich jak Rzymski Trefl, Arno, Polski Trefl czy Power. Trefl Wiedeński jest popularnym systemem licytacyjnym na Islandii.
Otwarcie w tym systemie wyglądają następująco:
```
1♣  12-18
PH
 układ zrównoważony
    12-18PH 5+ trefli
    12-18PH dowolny układ 4-4-4-1
1
♦
  12-18PH 5+ kar
1
♥
  12-18PH 5+ kierów
1♠  12-18PH 5+ pików
1BA 19-20PH układ zrównoważony
    18-22PH układ niezrównoważony
2♣  23+PH   naturalne
    24+PH   układ zrównoważony
2
♦
  23+PH   naturalne
2
♥
  23+PH   naturalne
2♠  23+PH   naturalne
2BA 21-23PH układ zrównoważony
```

Po otwarciu 1♣, 1♦ jest sztucznym negatem, a 1BA jest sztuczną odpowiedzią pozytywną forsującą do końcówki, inne odpowiedzi są naturalne i semi-pozytywne. Po forsującym 1BA, 2♣ jest sztucznym negatem.